# العلاقات الألبانية الأيرلندية
العلاقات الألبانية الأيرلندية هي العلاقات الثنائية التي تجمع بين ألبانيا وجمهورية أيرلندا.

## مقارنة بين البلدين
هذه مقارنة عامة ومرجعية للدولتين:
| وجه المقارنة                                              | ألبانيا                                                    | جمهورية أيرلندا                                       |
| --------------------------------------------------------- | ---------------------------------------------------------- | ----------------------------------------------------- |
| المساحة (كم2)                                             | 28.75 ألف                                                  | 70.27 ألف                                             |
| عدد السكان (نسمة)                                         | 3.02 مليون                                                 | 4.76 مليون                                            |
| الكثافة السكانية (ن./كم²)                                 | 105.04                                                     | 67.74                                                 |
| العاصمة                                                   | تيرانا                                                     | دبلن                                                  |
| اللغة الرسمية                                             | اللغة الألبانية                                            | اللغة الأيرلندية، لغة إنجليزية، الإنجليزية الأيرلندية |
| العملة                                                    | ليك ألباني                                                 | جنيه أيرلندي، يورو، عملات اليورو الأيرلندية           |
| الناتج المحلي الإجمالي (بليون دولار)                      | 13.04 مليار                                                | 333.73 مليار                                          |
| الناتج المحلي الإجمالي (تعادل القوة الشرائية) بليون دولار | 33.17 مليار                                                | 318.16 مليار                                          |
| الناتج المحلي الإجمالي الاسمي للفرد دولار أمريكي          | 3.94 ألف                                                   | 61.13 ألف                                             |
| الناتج المحلي الإجمالي للفرد دولار أمريكي                 | 11.11 ألف                                                  |                                                       |
| مؤشر التنمية البشرية                                      | 0.764                                                      | 0.916                                                 |
| رمز المكالمات الدولي                                      | +355                                                       | +353                                                  |
| رمز الإنترنت                                              | .al                                                        | .ie                                                   |
| المنطقة الزمنية                                           | توقيت وسط أوروبا، ت ع م+01:00، ت ع م+02:00، أوروبا/تيرانا ‏ | 00، ت ع م+01:00، أوروبا/دبلن ‏                         |

## منظمات دولية مشتركة
يشترك البلدان في عضوية مجموعة من المنظمات الدولية، منها:
| علم المنظمة | اسم المنظمة                               | تاريخ انضمام ألبانيا | تاريخ انضمام جمهورية أيرلندا |
| ----------- | ----------------------------------------- | -------------------- | ---------------------------- |
|             | الاتحاد البريدي العالمي                   | ?                    | ?                            |
|             | يونسكو                                    | 16 أكتوبر 1958       | 3 أكتوبر 1961                |
|             | مؤسسة التنمية الدولية                     | 15 أكتوبر 1991       | 22 ديسمبر 1960               |
|             | منظمة حظر الأسلحة الكيميائية              | ?                    | ?                            |
|             | منظمة التجارة العالمية                    | ?                    | ?                            |
|             | الأمم المتحدة                             | 14 ديسمبر 1955       | 14 ديسمبر 1955               |
|             | وكالة ضمان الاستثمار متعدد الأطراف        | 15 أكتوبر 1991       | 27 أكتوبر 1989               |
|             | منظمة الشرطة الجنائية الدولية             | ?                    | ?                            |
|             | مؤسسة التمويل الدولية                     | 15 أكتوبر 1991       | 11 سبتمبر 1958               |
|             | الاتحاد الدولي للاتصالات                  | 2 يونيو 1922         | 8 ديسمبر 1923                |
|             | البنك الدولي للإنشاء والتعمير             | 15 أكتوبر 1991       | 8 أغسطس 1957                 |
|             | مجلس أوروبا                               | ?                    | ?                            |
|             | منظمة الأمن والتعاون في أوروبا            | 19 يونيو 1991        | 25 يونيو 1973                |
|             | المركز الدولي لتسوية المنازعات الاستشارية | 14 نوفمبر 1991       | 7 مايو 1981                  |
|             | المنظمة الأوروبية لسلامة الملاحة الجوية   | 2002                 | 1965                         |

## وصلات خارجية
- موقع وزارة الخارجية الألبانية